# August Bruch
August Bruch (* 31. Mai 1874 in Blieskastel; † 4. März 1938 in Ludwigshafen am Rhein) war ein deutscher Politiker (BVP).
Bruch war Postbeamter. Er kam 1893 als Postaspirant nach Ludwigshafen am Rhein und wurde 1925 Oberpostinspektor. 1936 ging Bruch in Pension. Von 1919 bis 1920 war Bruch für die Bayerische Volkspartei Abgeordneter im Bayerischen Landtag, wo er die Stimmkreise Frankenthal und Kirchheimbolanden vertrat.